# Poul Andersen (politiker)
 For alternative betydninger, se Poul Andersen. (Se også artikler, som begynder med Poul Andersen)
Poul Andersen (født 1. december 1952 i Odense) var medlem af Folketinget for Socialdemokraterne fra 1990 til 2011. I 2012 og 2013-2014 var han midlertidig stedfortræder i Folketinget for Julie Skovsby i to perioder på tilsammen over 8 måneder.

## Baggrund
Poul Andersen er født i Odense i 1952 som søn af lagerforvalter Knud Andersen og husmoder Gerda Andersen.
Poul Andersen gik i Sct. Hans Skole i Odense 1960-67 og på Jernbanegades Skole i Odense 1967-70. 
Han er udlært som klejnsmed på Odense Stålskibsværft/Lindø 1974.
I 1976 blev han telefonmontør ved Fyns Telefon.
Poul Andersen er gift med Elizabeth Andersen og har tre sønner. Han bor i Middelfart.

## Biografi fra Folketingets hjemmeside

### Parlamentarisk karriere
- Folketingsmedlem for Socialdemokratiet i Fyns Storkreds fra 13. nov. 2007 til 15. september 2011.
- Folketingsmedlem for Socialdemokratiet i Fyns Amtskreds fra 12. dec. 1990 til 13. nov. 2007.
- Kandidat for Socialdemokratiet i Middelfartkredsen fra 1989.
- Forsvarsordfører 2006-2007 og trafikpolitisk ordfører 1994-2006.
- Kommitteret for hjemmeværnet 1997-2000.
- Gruppesekretær for den socialdemokratiske folketingsgruppe 2005-2006.
- Medlem af Færdselssikkerhedskommissionen, Vejtransportrådet, Følgegruppen vedr. Sund og Bælt og Følgegruppen vedr. Femern Bælt.

### Aktuelle udvalgsposter
Næstformand for Forsvarsudvalget. Medlem af Trafikudvalget, Det Udenrigspolitiske Nævn, Færøudvalget og Lønningsrådet.
Stedfortræder i Grønlandsudvalget

## Tillidshverv
Tillidsmand for lærlingene på Lindøværftet 1971-73. Formand for Metallærlingene i Odense 1973-75. Tillidsmand for telefonmontørerne ved Fyns Telefon i Middelfart 1977-89. Medlem af forretningsudvalget for LO/Fællesorganisationen i Middelfart, Nr. Åby og Ejby 1984-86, formand 1986-91. Medlem af bestyrelsen for Dansk Teleforbund Fyn 1984-89 og kasserer 1988-89. Medlem af ungdomsskolenævnet og skolekommissionen i Middelfart 1986-89. Medlem af TV-Fredericias bestyrelse 1987-89. Medlem af Beskæftigelsesudvalget i Middelfart 1989-91. Medlem af radio- og tv-nævnet i Middelfart 1989-91. Næstformand i Middelfart Erhvervsråd 1990-91. Formand for Fællesorganisationen i Fyns Amt 1989-1991.  
Næstformand for Arbejdsmarkedsnævnet Fyns Amt 1989-91. Medlem af Pensions- og Revalideringsnævnet i Fyns Amt 1989-91. Medlem af bestyrelsen for Fyns Erhvervsråd 1989-92. Næstformand for Efterskolen Billeshave fra 1989, formand 1993-2001.
Kommitteret ved hjemmeværnet 1997-2000.

## Publikationer
Medforfatter til:
- »Ældre og handicap – oplæg for Middelfart«, 1987.
- »Trafikvisioner«, 1996.
- »Trafik 2002 – et trafikpolitisk oplæg«.
- »De ældre i fokus«, 2008.